# Арцехув (Сохачевський повіт)
Арцехув (пол. Arciechów) — село в Польщі, у гміні Ілув Сохачевського повіту Мазовецького воєводства.
Населення — 68 осіб (2011).
У 1975-1998 роках село належало до Плоцького воєводства.

## Демографія
Демографічна структура станом на 31 березня 2011 року:
|          | Загалом | Допрацездатний вік | Працездатний вік | Постпрацездатний вік |
| -------- | ------- | ------------------ | ---------------- | -------------------- |
| Чоловіки | 38      | 13                 | 23               | 2                    |
| Жінки    | 30      | 6                  | 20               | 4                    |
| Разом    | 68      | 19                 | 43               | 6                    |